# 酸解離定数
酸解離定数（さんかいりていすう、英語: acidity constant）は、酸の強さを定量的に表すための指標のひとつ。酸性度定数ともいう。酸から水素イオンが放出される解離を考え、その平衡定数 Ka またはその負の常用対数 pKa によって表す。pKa が小さいほど強い酸であることを示す（Ka が大きいことになる）。
同様に、塩基に対しては塩基解離定数 pKb が使用される。共役酸・塩基の関係では、酸解離定数と塩基解離定数のどちらかが分かれば、溶媒の自己解離定数を用いることで、互いに数値を変換することができる。
酸解離定数は、通常はイオン化すると考えない有機化合物の水素に対しても使用することができる。アルドール反応など、水素の引き抜きを伴う化学反応を考える際に有効となる。

## 定義
酸の一般式を HA、溶媒を Hsol とすると、解離平衡反応は次のようになる。
{\displaystyle {\ce {{HA}+Hsol<=>{H2sol^{+}}+A^{-}}}}
このとき、酸解離定数 Ka は、溶媒の濃度 [Hsol] を定数内に含めた形で次のように表せる。
{\displaystyle K_{\mathrm {a} }={\frac {a_{\mathrm {H_{2}sol} ^{+}}a_{\mathrm {A} ^{-}}}{a_{\mathrm {HA} }}}={\frac {[\mathrm {H} _{2}\mathrm {sol} ^{+}][\mathrm {A} ^{-}]}{[\mathrm {HA} ]~\mathrm {mol~L^{-1}} }}}
ここでは活量{\displaystyle a}を濃度で近似している。Ka は溶媒の種類に依存し、また平衡定数であるために温度によっても変化する。活量による熱力学的酸解離定数と、濃度による条件定数の違いについては後述（#イオン強度と酸解離定数）。
Ka は物質によって大きく異なり、場合によっては非常に桁数が大きく（小さく）なるため、取扱いに不便なことがある。このため、負の常用対数 pKa = −log10Ka で表される場合が多い。

## 塩基解離定数
塩基の場合は、同様に塩基解離定数 (pKb) を用いる。塩基の一般式を B、溶媒を Hsol とすると、塩基が水素イオンを受け取る反応は次のようになる。
{\displaystyle {\ce {{B}+Hsol<=>{BH^{+}}+sol^{-}}}}
これより、塩基解離定数 Kb は、溶媒の濃度 [Hsol] を定数に含めた形で次のように表せる。
{\displaystyle K_{\mathrm {b} }={\frac {[\mathrm {BH} ^{+}][\mathrm {sol} ^{-}]}{[\mathrm {B} ]~\mathrm {mol~L^{-1}} }}}
Kb も Ka と同様に、負の常用対数表示にした pKb として扱うことが多い。pKb の小さな物質ほど塩基性が強くなる。

## 酸と塩基の共役
ある物質から水素イオンがひとつ脱離した化学種を、その物質の共役塩基と呼ぶ。反対に、ある物質に水素イオンがひとつ付加した化学種を、その物質の共役酸という。例えば、水 (H2O) の共役塩基は水酸化物イオン (OH−)、共役酸はオキソニウムイオン (H3O+) である。
酸解離定数と塩基解離定数の定義より、ある酸 HA の酸解離定数 Ka と、その共役塩基 A− の塩基解離定数 Kb の間には次式が成立する。
{\displaystyle K_{\mathrm {a} }K_{\mathrm {b} }={\frac {[\mathrm {H} _{2}\mathrm {sol} ^{+}][\mathrm {A} ^{-}]}{[\mathrm {HA} ]~\mathrm {mol~L^{-1}} }}\cdot {\frac {[\mathrm {HA} ][\mathrm {sol} ^{-}]}{[\mathrm {A} ^{-}]~\mathrm {mol~L^{-1}} }}=[\mathrm {H} _{2}\mathrm {sol} ^{+}][\mathrm {sol} ^{-}]/\mathrm {mol^{2}~L^{-2}} }
すなわち、ある溶媒中での Ka と Kb の積は、その溶媒の自己解離定数に等しい。特に水溶液中では水のイオン積（25℃で 10−14 M2）に等しくなるため、常用対数表記では pKa + pKb = 14 が成立する。
酸解離定数と塩基解離定数は溶媒の自己解離定数を媒介とすることで互いに変換可能であるため、文献等には酸解離定数のみが示されていることも多い。
なお、塩基の酸解離定数の値は、その塩基の共役酸の酸解離定数の値である。
|                             |                    | 酸（共役酸） | 塩基（共役塩基） | pKa (H2O) | pKa (H2O)  | pKa (DMSO) | pKa (AcOH) |
| --------------------------- | ------------------ | ------------ | ---------------- | --------- | ---------- | ---------- | ---------- |
| 過塩素酸                    |                    | HClO4        | ClO− 4           | （強）    |            | 0.4        | 4.9        |
| 臭化水素酸                  |                    | HBr          | Br−              | −4.1      | 推定       | 1.1        | 6.1〜6.7   |
| 塩酸                        |                    | HCl          | Cl−              | −3.7      | 推定       | 2.1        | 8.6        |
| 硫酸 (pKa1)                 |                    | H2SO4        | HSO− 4           | —         |            | 1.4        | 7.2        |
| 硝酸                        |                    | HNO3         | NO− 3            | −1.8      | 推定       | 1.4        | 9.4        |
|                             | トリクロロ酢酸     | Cl3CCOOH     | Cl3CCOO−         | 0.7       |            |            | 11.5       |
| リン酸 (pKa1)               |                    | H3PO4        | H2PO− 4          | 1.83      | 0.2M KCl   |            |            |
|                             | ジクロロ酢酸       | Cl2CHCOOH    | Cl2CHCOO−        | 1.48      |            | 6.4        |            |
| 硫酸 (pKa2)                 |                    | HSO− 4       | SO2− 4           | 1.96      |            | 14.7       |            |
| フッ化水素酸                |                    | HF           | F−               | 2.67      | 0.67M NaCl |            |            |
|                             | クロロ酢酸         | ClCH2COOH    | ClCH2COO−        | 2.88      |            | 8.9        |            |
|                             | 酢酸 (AcOH)        | CH3COOH      | CH3COO−          | 4.76      | I = 0      | 12.6       |            |
| 炭酸 (pKa1)                 |                    | H2CO3        | HCO− 3           | 6.11      | 0.10M NaCl |            |            |
| リン酸 (pKa2)               |                    | H2PO− 4      | HPO2− 4          | 6.43      | 0.2M KCl   |            |            |
|                             | 2,4-ペンタンジオン |              |                  | 8.8       |            | 13.3       |            |
|                             | シアン化水素       | HCN          | CN−              | 9.1       |            | 12.9       |            |
| アンモニア                  |                    | NH+ 4        | NH3              | 9.25      |            | 10.5       | 6.4        |
| 炭酸 (pKa2)                 |                    | HCO− 3       | CO2− 3           | 9.87      | 0.10M NaCl |            |            |
|                             | ニトロメタン       | CH3NO2       | CH2NO− 2         | 10.2      |            | 17.2       |            |
|                             | エチルアミン       | (C2H5)NH+ 3  | (C2H5)NH2        | 10.63     |            | 11         |            |
|                             | トリエチルアミン   | (C2H5)3NH+   | (C2H5)3N         | 10.72     |            | 9.0        | 9.5        |
|                             | ジエチルアミン     | (C2H5)2NH+ 2 | (C2H5)2NH        | 10.93     |            | 10.5       |            |
| リン酸 (pKa3)               |                    | HPO2− 4      | PO3− 4           | 11.46     | 0.2M KCl   |            |            |
|                             | アセトン           |              |                  | 19.3      |            | 26.5       |            |
| ジメチルスルホキシド (DMSO) |                    |              |                  | 33        |            | 35         |            |
|                             | メタン             | CH4          | CH− 3            | 49        |            | 56         |            |
|                             | エタン             | C2H6         | C2H− 5           | 50.6      |            |            |            |

## イオン強度と酸解離定数
酸解離定数{\displaystyle K_{\text{a}}}は平衡定数の一つであり、ギブズの自由エネルギー変化（{\displaystyle \Delta G^{\circ }}）と以下のような関係がある。
{\displaystyle \Delta G^{\circ }=-RT\ln K_{\text{a}}\iff K_{\text{a}}=\exp \left(-{\frac {\Delta G^{\circ }}{RT}}\right)}
（ここで、{\displaystyle R}は気体定数、{\displaystyle T}は熱力学温度を表す。）
標準状態（25 ℃ = 298.15 K）においては以下のようになる。
{\displaystyle \Delta G^{\circ }/\mathrm {kJ~mol^{-1}} =5.708\ {\text{p}}K_{\text{a}}}
この{\displaystyle K_{\text{a}}}は、温度や圧力によってのみ決まる、濃度に無関係な真の定数である。しかし、この熱力学的酸解離定数は無限希釈、あるいは濃度ではなく活量に基づいたものであり、有限のイオン強度条件下における濃度に基づく酸解離定数とは区別されるべきである。この条件定数は、イオン強度の変化に伴う活量係数の変化によって変わるからである。熱力学的酸解離定数は、質量モル濃度基準の活量で定義されるが、稀薄溶液の場合、0.1 mol/kg程度以下ならばモル濃度0.1 mol/Lと数値部分はほとんど変わらない。
{\displaystyle K_{\mathrm {a} }={\frac {a_{\mathrm {H} ^{+}}a_{\mathrm {A} ^{-}}}{a_{\mathrm {HA} }}}={\frac {\gamma _{\mathrm {H^{+}} }[\mathrm {H} ^{+}]\gamma _{\mathrm {A^{-}} }[\mathrm {A} ^{-}]}{\gamma _{\mathrm {HA} }[\mathrm {HA} ]}}}
（熱力学的酸解離定数, ここで、{\displaystyle a_{\mathrm {H^{+}} }}は、溶媒和した水素イオンの活量を表す。{\displaystyle \gamma _{i}}は、イオン{\displaystyle i}の活量係数を表す。）
{\displaystyle K_{\mathrm {a} }'={\frac {[\mathrm {H^{+}} ][\mathrm {A^{-}} ]}{[\mathrm {HA} ]}}}
（条件定数, 濃度に基づく。ここで、括弧で括った部分は、{\displaystyle [\mathrm {HA} ]={\frac {c_{\mathrm {HA} }}{c^{\circ }}}}のように、標準質量モル濃度{\displaystyle c^{\circ }}に対する質量モル濃度の比を表す無次元量であり、上の#定義によるモル濃度とは異なる。）
熱力学的酸解離定数とイオン強度による条件定数の関係は、イオン強度0.1程度以下の水溶液ならば、デバイ-ヒュッケルの式を用いて概算できる。
{\displaystyle K_{\mathrm {a} }={\frac {\gamma _{\mathrm {H^{+}} }\gamma _{\mathrm {A^{-}} }}{\gamma _{\mathrm {HA} }}}K_{\mathrm {a} }'}
{\displaystyle \log \gamma _{i}=-{\frac {A\,z_{i}^{2}\,{\sqrt {I}}}{1+B\,r_{i}\,{\sqrt {I}}}}}
（ここで、{\displaystyle A=0.51}, {\displaystyle B=0.33}, {\displaystyle r_{i}}はイオン{\displaystyle i}の水和半径〔Å = 10-10 m〕{多くの場合{\displaystyle r_{i}}は、3 - 5 Å 程度, {\displaystyle r_{\mathrm {H^{+}} }}は9 Å 程度}、{\displaystyle z_{i}}はイオン{\displaystyle i}の電荷を表す。）
以下の表に示したものは、有機化合物の熱力学的酸解離定数とイオン強度0.1の条件下の酸解離定数である。
| 酸                                                  | 解離段         | 熱力学的定数   | 条件定数（I = 0.1） |
| --------------------------------------------------- | -------------- | -------------- | ------------------- |
| ギ酸                                                |                | 3.75           | 3.55                |
| 酢酸                                                |                | 4.76           | 4.56                |
| シュウ酸                                            | pKa1 pKa2      | 1.27 4.27      | 1.04 3.82           |
| マロン酸                                            | pKa1 pKa2      | 2.85 5.69      | 2.65 5.28           |
| コハク酸                                            | pKa1 pKa2      | 4.21 5.64      | 4.00 5.24           |
| マレイン酸                                          | pKa1 pKa2      | 1.91 6.33      | 1.75 5.83           |
| フマル酸                                            | pKa1 pKa2      | 3.05 4.49      | 2.85 4.10           |
| グリコール酸                                        |                | 3.83           | 3.63                |
| 乳酸                                                |                | 3.86           | 3.66                |
| D-酒石酸                                            | pKa1 pKa2      | 3.04 4.37      | 2.82 3.95           |
| リンゴ酸                                            | pKa1 pKa2      | 3.46 5.09      | 3.24 4.71           |
| クエン酸                                            | pKa1 pKa2 pKa3 | 3.13 4.76 6.40 | 2.87 4.35 5.69      |
| ピルビン酸                                          |                | 2.49           | 2.26                |
| クロロ酢酸                                          |                | 2.87           | 2.68                |
| 安息香酸                                            |                | 4.21           | 4.00                |
| フタル酸                                            | pKa1 pKa2      | 2.95 5.41      | 2.75 4.93           |
| サリチル酸                                          | pKa1 pKa2      | 2.96 13.74     | 2.81 13.4           |
| フェノール                                          |                | 10.0           | 9.82                |
| ピリジン                                            | *              | 5.22           | 5.42                |
| アニリン                                            | *              | 4.60           | 4.65                |
| メチルアミン                                        | *              | 10.64          | 10.51               |
| エチレンジアミン                                    | pKa1** pKa2*   | 6.85 9.93      | 7.08 9.89           |
| グリシン                                            | pKa1* pKa2     | 2.35 9.78      | 2.36 9.57           |
| L-アラニン                                          | pKa1* pKa2     | 2.35 9.87      | 2.30 9.69           |
| アスコルビン酸                                      | pKa1 pKa2      | 4.10 11.79     | 4.03 11.34          |
| **ジプロトン化化学種(H2B2+), *プロトン化化学種(HB+) |                |                |                     |

## 註・出典
1. ↑  11.2 無機酸の酸解離定数、『化学便覧』、改訂5版、日本化学会、pp.II-332-333 ISBN 4-621-07341-9, 11.6 非水系の平衡定数、ibin、pp. 354–356より抜粋し一つの表に統合。
2. ↑  田中(1971), p.36
3. 1 2  藤永・関戸(1967), p.18
4. ↑  藤永・関戸(1967), p.20
5. ↑  田中(1971), p.195
6. ↑  藤永・関戸(1967), p.248-249
7. ↑  日本化学会(2004), p.334-343
8. ↑  日本化学会(1993), p.317-321